# Roderick Miller
Roderick Alonso Miller Molina (Cidade do Panamá, 4 de março de 1992) é um futebolista profissional panamenho que atua como defensor, atualmente defende o Turan İK.

## Carreira
Roderick Miller fez parte do elenco da Seleção Panamenha de Futebol da Copa América de 2016.